# SC Internacional
Sport Club Internacional (wym. [ˌĩteɾnɐsjoˈnaw]) – brazylijski klub piłkarski z siedzibą w mieście Porto Alegre, stolicy stanu Rio Grande do Sul. Występuje w rozgrywkach Campeonato Brasileiro Série A oraz Campeonato Gaúcho. Domowe mecze rozgrywa na obiekcie Estádio Beira-Rio.

## Osiągnięcia
- Mistrz Brazylii (3): 1975, 1976, 1979
- Puchar Brazylii (Copa do Brasil): 1992
- Mistrz stanu Rio Grande do Sul (45): 1927, 1934, 1940, 1941, 1942, 1943, 1944, 1945, 1946, 1947, 1948, 1950, 1951, 1952, 1953, 1955, 1961, 1969, 1970, 1971, 1972, 1973, 1974, 1975, 1976, 1978, 1981, 1982, 1983, 1984, 1991, 1992, 1994, 1997, 2002, 2003, 2004, 2005, 2008, 2009, 2011, 2012, 2013, 2014, 2015, 2016
- Copa Libertadores: 2006, 2010
- Copa Sudamericana: 2008
- Klubowe Mistrzostwa Świata: 2006
- Recopa Sudamericana: 2007, 2011

## Historia
Klub został założony przez trzech mężczyzn, którzy od niedługiego czasu przebywali w Porto Alegre po przyjeździe z São Paulo. Bardzo chcieli grać w piłkę nożną, ale żaden klub w mieście nie chciał ich przyjąć. W ten sposób 4 kwietnia 1909 w piwnicy jednego z domów w obecności 40 mężczyzn narodził się Sport Club Internacional. Pierwsze sukcesy nadeszły dopiero w latach siedemdziesiątych, kiedy klub zdobył trzy mistrzostwa.
Największy sukces w historii klubu miał miejsce w 2006, kiedy wygrał Copa Libertadores i klubowe mistrzostwo świata pokonując w finale FC Barcelona 1:0.
W 2016 roku klub zakończył rozgrywki na 17. miejscu w tabeli i spadł do drugiej ligi. W 2017 roku po roku przerwy wrócił do ekstraklasy.

## Aktualny skład
Stan na 16 kwietnia 2024.
| Nr | Poz. | Piłkarz                |
| -- | ---- | ---------------------- |
| 1  | BR   | Sergio Rochet          |
| 2  | OB   | Hugo Mallo             |
| 3  | OB   | Igor Gomes             |
| 4  | OB   | Robert Renan           |
| 5  | PO   | Fernando               |
| 6  | OB   | Renê                   |
| 7  | PO   | Hyoran                 |
| 8  | PO   | Bruno Henrique         |
| 10 | PO   | Alan Patrick (kapitan) |
| 11 | NA   | Wanderson              |
| 12 | BR   | Fabrício               |
| 13 | NA   | Enner Valencia         |
| 15 | PO   | Bruno Gomes            |
| 16 | OB   | Fabricio Bustos        |
| 19 | NA   | Rafael Santos Borré    |

| Nr | Poz. | Piłkarz            |
| -- | ---- | ------------------ |
| 20 | PO   | Charles Aránguiz   |
| 21 | NA   | Wesley             |
| 22 | BR   | Ivan               |
| 23 | PO   | Gabriel            |
| 24 | BR   | Anthoni            |
| 25 | OB   | Gabriel Mercado    |
| 26 | OB   | Alexandro Bernabéi |
| 27 | PO   | Maurício           |
| 29 | PO   | Thiago Maia        |
| 31 | NA   | Lucas Alario       |
| 40 | PO   | Rômulo             |
| 41 | PO   | Matheus Dias       |
| 44 | OB   | Vitão              |
| 45 | NA   | Lucca              |
| 50 | OB   | João Dalla Corte   |